# ثيودور إديسون
ثيودور ميللر إديسون (بالإنجليزية: Theodore Miller Edison)‏ ولد في ( 10 يوليو 1898م - 24 نوفمبر 1992م ). هو الابن الرابع للمخترع الأمريكي توماس إديسون والابن الثالث من زوجته الثانية مينا ميللر.

## حياته
بعد تخرجه عمل في شركة والده كمساعد في المختبر قبل أن يؤسس شركته الخاصة التي تسمى Calibron Industries, Inc. ومن المعروف أيضاً أن ثيودور كان مناصراً للبيئة وقد عارض الحرب على فيتنام . تزوج من آنا ماريا أوسترهود خريجة كلية فاسار المتخصصة بالفنون في سنة 1925م .
بإشراف وتوجيه والده توماس إديسون اخترع الكثير من الأشياء وعندما كان عمره 33 سنة حصل على براءة اختراع مستقلة خاصة به في سنة 1932م وقد كان أول اختراع له وهو جهاز يستخدم من أجل القضاء على الاهتزاز في الآلات . وحصل أيضاً على براءات لاختراعاته من بينها براءة اختراع آلة رسم الخرائط المجسمة في سنة 1948م.

## وفاته
توفي في 24 نوفمبر من عام 1992م عن عمر ناهز 94 عاماً بسبب مرض باركنسون في مدينة ويست أورنج بولاية نيو جيرسي بأمريكا 

## روابط إضافية
- Theodore Edison biography (National Park Service)